# 平田栄史
平田 栄史（ひらた えいし、1978年 -）は、愛媛県八幡浜市出身の近代五種選手。1996年に愛媛県立八幡浜高等学校を卒業後、自衛隊体育学校で本格的に近代五種を始める。2006年アジア選手権、2007年世界選手権の日本代表に選出された。現在は引退し、自衛隊体育学校で指導に携わっている。

## 来歴
小学校の時から水泳を始め、中学3年時には愛媛県中学総体200mバタフライで優勝、高校進学後も順調に記録を伸ばし、四国高等学校選手権大会では400m自由形、200mバタフライで優勝を果たす。
その後も全日本実業団選手権で決勝に進出するなど、しばらくは競泳選手として活動していたが、スカウトを受けて自衛隊体育学校入りと同時に近代五種を始める。
得意の水泳を強みに、競技を始めて3年後にはアジア選手権の日本代表に選出される。SARSの影響で選手派遣は見送られたが、2006年にはアジア選手権の日本代表に選出、2007年世界選手権の日本代表にも初選出されるなど、国内トップクラスの近代五種選手として活躍した。